# Manuel Arias y Porres
Frey Manuel Arias y Porres (Alaejos, 1 de noviembre de 1638-Sevilla, 16 de noviembre de 1717) fue un prelado católico y hombre de estado español, caballero de la orden de Malta, monje jerónimo, presidente del Consejo de Castilla durante los reinados de Carlos II y de Felipe V, arzobispo de Sevilla y cardenal.

## Caballero de Malta
A la edad de 14 años marchó a Malta, donde sirviendo como caballero de la orden de San Juan estudió filosofía, teología y leyes. Con el favor del Gran Maestre, Rafael Cotoner y de Oleza, en 1662 fue designado vicecanciller de la orden y posteriormente el papa Inocencio XI le otorgó el grado de gran bailío. A lo largo de su militancia en la orden le fueron concedidas las encomiendas de Benavente (1668), El Viso (1674), Los Yébenes (1676) y Quiroga (1683).

## Presidente de Castilla al servicio de Carlos II
En 1689 regresó a España, donde el rey Carlos II le designó embajador en Portugal, cargo al que Arias renunció aduciendo su recién adquirida condición religiosa, pues acababa de ingresar en la orden de San Jerónimo.
Ocupó la presidencia del Consejo de Castilla entre diciembre de 1692 y enero de 1696, fecha en la que presentó su dimisión y se retiró a El Viso.  En abril de 1699, como consecuencia del motín de los gatos acaecido en Madrid, en el que el conde de Oropesa fue depuesto de la presidencia de Castilla, Arias volvió a ser llamado a sustituirle. 
Durante los últimos años del reinado de Carlos II, y ante la falta de herederos de éste, se unió al bando borbónico junto al conde de Harcourt, el cardenal Portocarrero y Francisco Ronquillo, en oposición al partido austracista encabezado por el conde de Oropesa y el almirante de Castilla.
A la muerte del rey, según lo dispuesto en el testamento real, formó parte de la junta de regencia que asumió el gobierno del reino.

## Reinado de Felipe V: Arzobispo de Sevilla y cardenal
Con la llegada de Felipe V al trono de España, Arias continuó en la corte al servicio del nuevo rey. Durante las ausencias de éste en la guerra de sucesión española, Arias fue miembro del consejo de gobierno que asistió a la reina Isabel de Farnesio.
En 1702 fue nombrado arzobispo de Sevilla, aunque recibió dispensa para estar ausente de la archidiócesis por motivo de su labor como presidente de Castilla, en cuyo cargo permaneció hasta que las intrigas del conde de Montellano José de Solís y Valderrábano consiguieron su alejamiento de la corte en noviembre de 1703.  
Fue creado cardenal in pectore por el papa Clemente XI en el consistorio de 18 de mayo de 1712, y su nombramiento fue hecho público el 30 de enero de 1713, aunque nunca viajó a Roma para recibir el título.

Murió en Sevilla a los 79 años y fue enterrado en la iglesia del Sagrario de esta misma ciudad.
| Predecesor: Antonio Ibáñez de la Riva HerreraManuel J. Álvarez de Toledo | Presidente del Consejo de Castilla Diciembre de 1692 - enero de 1696Abril de 1699 - noviembre de 1703 | Sucesor: Antonio de Argüelles y ValdésJosé de Solís y Valderrábano |
| Predecesor: Jaime de Palafox y Cardona                                   | Arzobispo de Sevilla 24 de mayo de 1702 - 16 de noviembre de 1717                                     | Sucesor: Felipe Antonio Gil de Taboada                             |